# Batalla de Estero Bellaco
La Batalla de Estero Bellaco fue uno de los combates más sangrientos de la Guerra de la Triple Alianza,y de las primeras en lucharse en suelo paraguayo.
En esta batalla librada el 2 de mayo de 1866, el Ejército Paraguayo sufrió 1700 bajas entre muertos y heridos. Asimismo, 300 de sus hombres fueron tomados prisioneros por las tropas integrantes de la Triple Alianza: Argentina, Brasil y Uruguay. Los aliados perdieron cerca de 2000 hombres, mayormente heridos y las tropas uruguayas del general Venancio Flores —comandadas por León de Palleja— fueron severamente diezmadas, correspondiendo a ellas la gran mayoría de los muertos aliados.
Este estero está situado en el Departamento de Ñeembucú, Paraguay, a orillas del río del mismo nombre. Al sur se encuentra la República Argentina.

## Antecedentes
La Guerra de la Triple Alianza (1864 y 1870) ha sido uno de los más trágicos acontecimientos de América. Llamada en Paraguay como Guerra contra la «Triple Alianza», fue un enfrentamiento bélico donde la República Argentina, el Imperio del Brasil y el Partido Colorado de la República Oriental del Uruguay, se unieron en alianza ofensiva y defensiva en la guerra promovida por el Imperio del Brasil contra los gobiernos paraguayo y uruguayo.

## Combate en Estero Bellaco

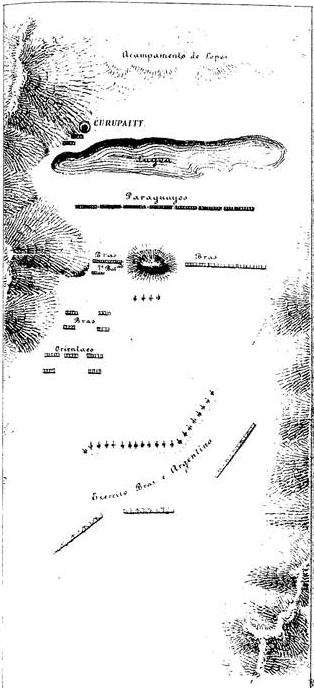
Planta de las posiciones de las fuerzas beligerantes el 2 de mayo en Estero Bellaco.

El 16 de abril de 1866 pasaron el río tropas brasileñas al mando del mariscal Osorio y se establecieron en el Fuerte de Itapirú. Luego, el mismo día, cruzó el general Flores al frente del primer cuerpo del ejército de Argentina y de una división de infantería uruguaya. Al día siguiente lo hicieron las tropas de Paunero.
El general Flores y su vanguardia, comandada por el mercenario español León de Palleja, posicionado en Estero Bellaco, fue atacado el 2 de mayo por una fuerza paraguaya de 6000 hombres con cuatro piezas de artillería. Los paraguayos prácticamente arrollaron a las tropas aliadas, en completa confusión hasta que estas fueron auxiliadas por doce batallones de reserva.
El 2 de mayo de 1866, el Mariscal López ordenó un reconocimiento ofensivo al sur del Estero Bellaco, para imponerse de la ubicación del oponente.
Las fuerzas aliadas entraron en campo paraguayo. El ejército adversario retrocedía sin hacer resistencia. Todo vaticinaba un éxito próximo y seguro. Siguiendo las huellas de las tropas de López, avanzaron por el camino real de Humaitá, hasta llegar, sin dificultad, al Estero Bellaco del Sur, en cuyas proximidades acampó la vanguardia, compuesta de cuatro batallones uruguayos, cuatro batallones brasileños, cuatro piezas de artillería, algunos regimientos de caballería riograndense y doscientos jinetes de la escolta particular del general Flores. En total, más de ocho mil hombres de las tres armas.
La posición de las fuerzas de Flores era, como sigue, en aquel momento:
Los cuatro batallones brasileños citados estaban acampados detrás de una suave cuchilla. El batallón 7.º, que era el más avanzado, protegía las cuatro piezas del regimiento 1.º de artillería. A ochocientos metros a retaguardia estaban el 21 y 38 cuerpos de «Voluntarios da Patria». Los batallones uruguayos Veinticuatro de Abril, Florida, Independencia y Libertad ocupaban la izquierda de las tropas imperiales. El español Palleja comandaba a los batallones Florida y Veinticuatro de Abril, compuestos en gran parte por mercenarios españoles, italianos e incluso suizos entre los colorados de Uruguay.

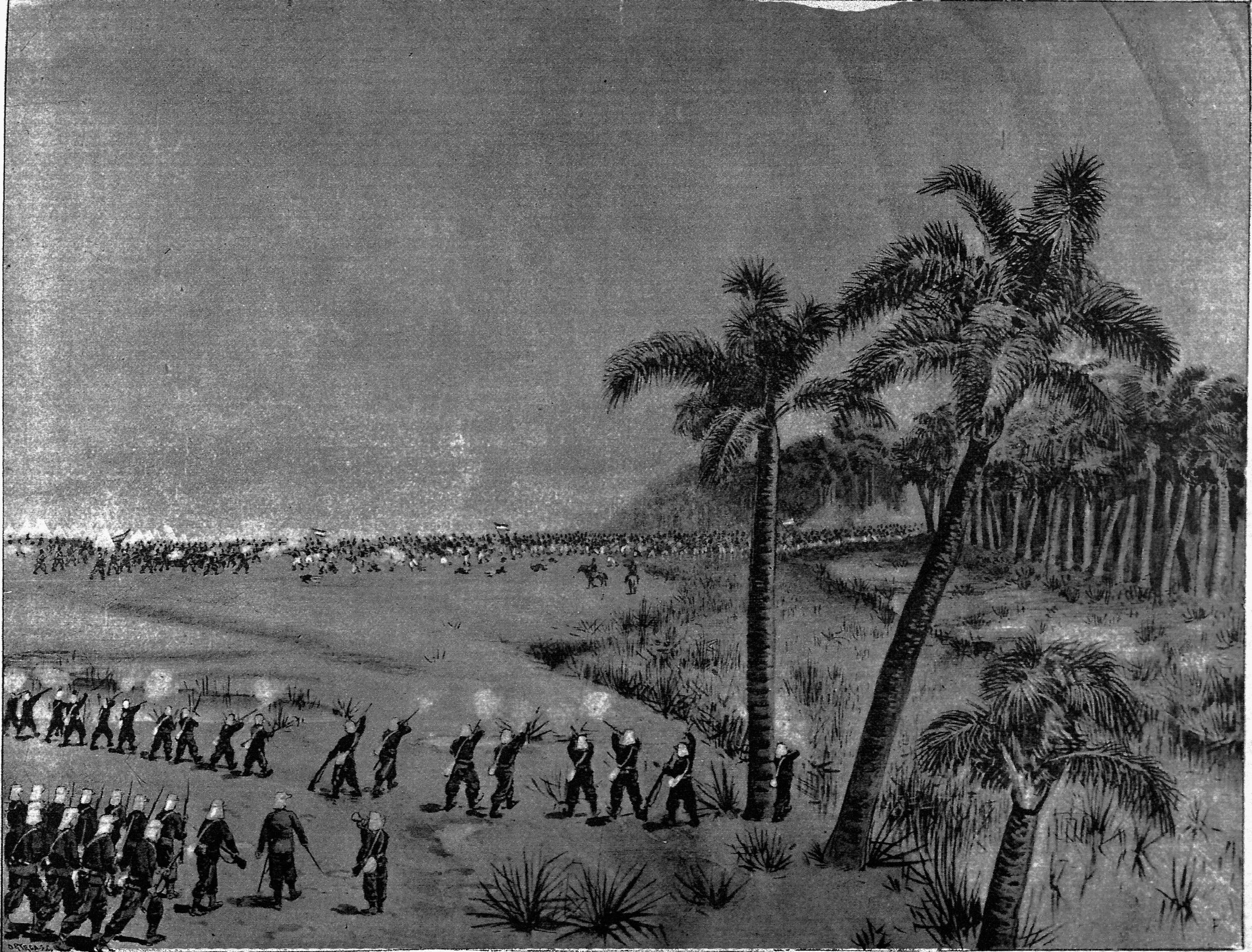
Combate del 2 de mayo de 1866 en el Estero Bellaco Sud: ataque de la vanguardia del Ejército Aliado por la división del Coronel Paraguayo José Eduvigis Díaz,después ascendido a general.

A las doce del día, cuando los aliados se entregaban a devorar el rancho, hicieron irrupción los paraguayos por los tres pasos del Estero, arrollando los puestos avanzados de la vanguardia. El empuje de la caballería paraguaya sembró en un primer momento el desconcierto entre las fuerzas argentinas y orientales que se pusieron en retirada, siendo perseguidos. El mismo Venancio Flores estuvo al borde de ser capturado en la escaramuza, pero fue capaz de huir con un golpe de suerte.
Repuestos y reorganizados con apoyo de la retaguardia brasileña comandada por Osorio, los aliados pudieron ejercer una mejor resistencia al ataque paraguayo que se desató.

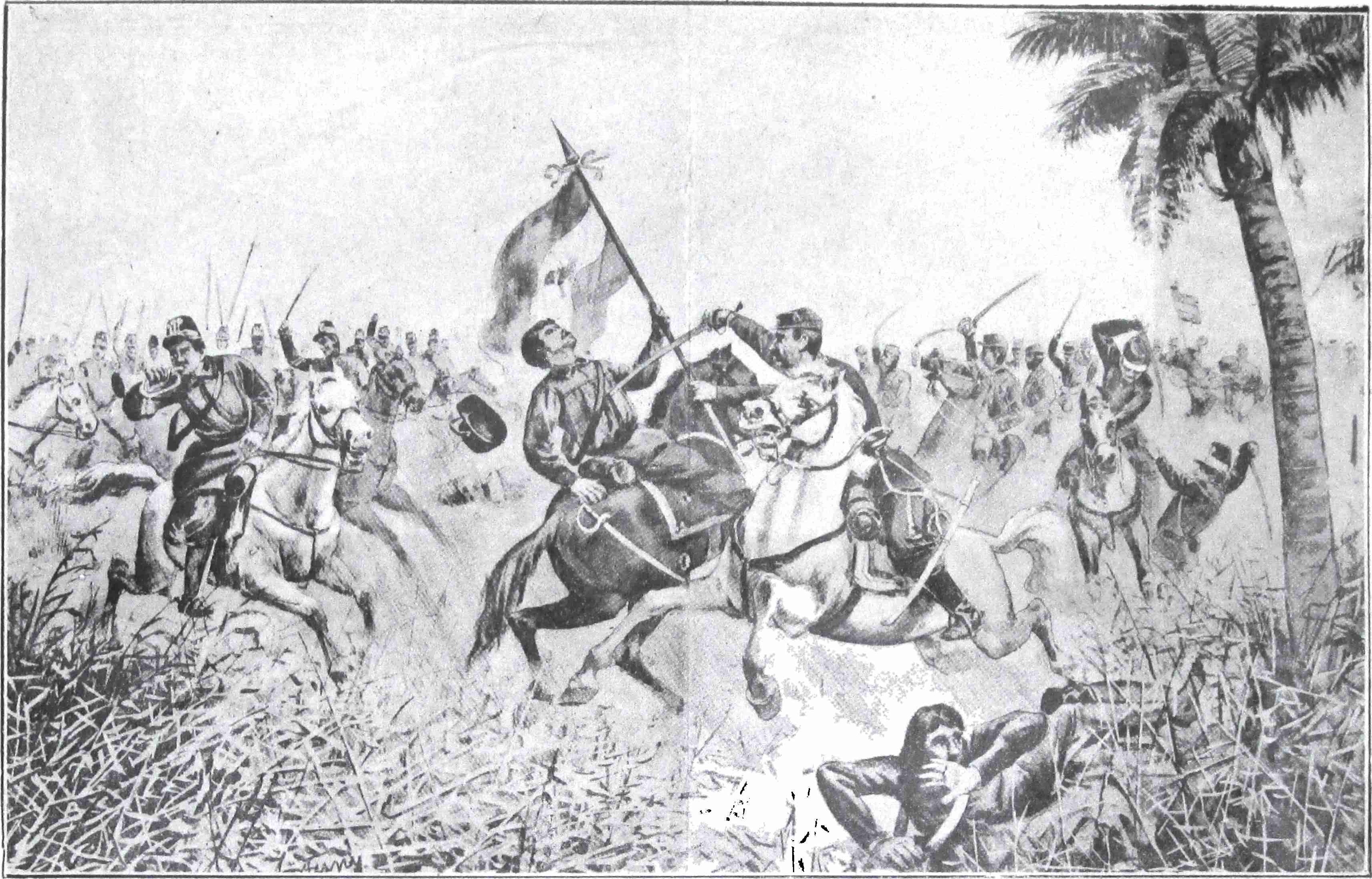
Episodio del 1.º de Caballería de Línea del Ejército Argentino en el Combate del Estero Bellaco (reproducción reducida de una lámina dibujada por el eximio artista Francisco Fortuny).

En efecto, cuando la vanguardia del ejército aliado había sido derrotada, el coronel José Eduvigis Díaz, comandante de las tropas paraguayas, quiso ir más allá todavía. En vez de ordenar en el acto la retirada, toda vez que el objetivo de la operación ya había sido cumplido, se empeñó en una temeraria persecución para estrellarse contra el grueso del ejército aliado. La carga fue efectuada por el coronel Elizardo Aquino, quien chocó contra las ya recuperadas tropas aliadas y hubo de soportar la presión de todo el poder del oponente. Las bajas fueron altas para ambos bandos. La intervención brasileña en la retaguardia fue crucial para impedir una penetración más profunda de los paraguayos.
Al otro lado del Estero, Díaz hizo fracasar un movimiento envolvente de las tropas brasileñas, intentado por el Paso Sidra, rechazándolos dos veces a la bayoneta, obligándolos a huir.
Si bien las bajas fueron casi similares para ambos bandos (parecido número de muertos con más heridos en el bando aliado), los objetivos paraguayos de emboscar al enemigo y de robar varias piezas de artillería y municiones se consiguieron. Los paraguayos pudieron hacerse con 4 piezas de artillería y varios carros repletos de armas modernas que sirvieron para paliar la escasez de material que se empezaba a hacer sentir en el campamento de Francisco Solano López

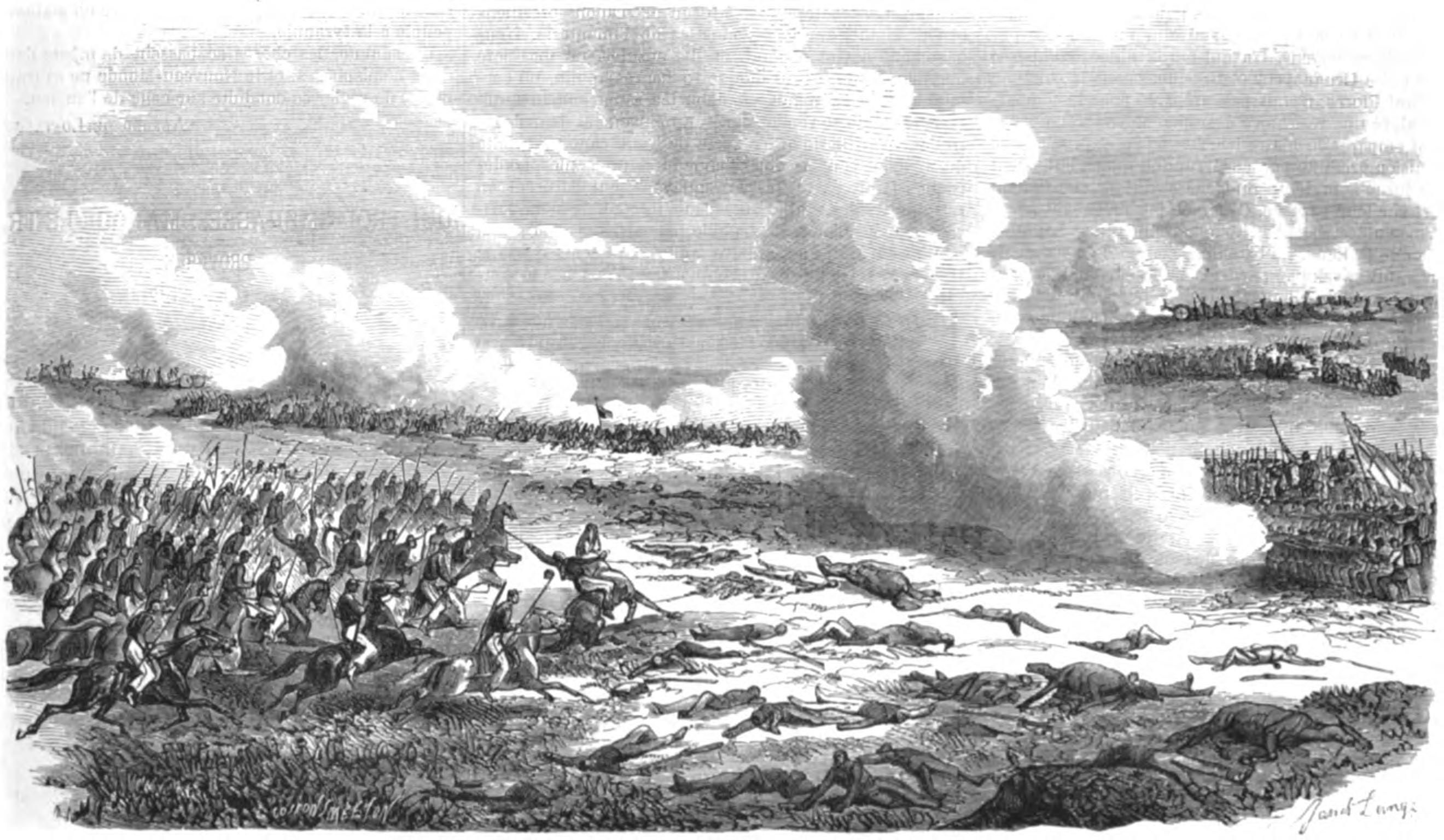
Batalla de Estero Bellaco (L'Illustration: journal universel, Vol. XLVIII, n.º 1.227, 1º/09/1866).